# Auf der Füllenweide
Auf der Füllenweide ist ein Weiler, der zur im rheinland-pfälzischen Donnersbergkreis gelegenen Gemeinde Göllheim gehört.

## Lage
Auf der Füllenweide befindet sich westlich von Göllheim. Es ist vom Stumpfwald umgeben.

## Geschichte
Die Füllenweide entstand in den Jahren 1954 bis 1956 im Rahmen des bundesdeutschen Programms zur Verbesserung der Lebensbedingungen im ländlichen Raum durch Auslagerung landwirtschaftlicher Betriebe aus dem Ortskern. Nach Rodung von über 200 Hektar Wald entstanden so westlich von Göllheim elf Aussiedlerhöfe.
Benannt wurde die Siedlung nach dem dortigen Flurnamen Fohlenweide unter Anpassung an die historisch korrekte Bezeichnung; der Flurname Füllenweide wurde ursprünglich durch bayerische Katasterbeamte, die der pfälzischen Sprache nicht ausreichend mächtig waren, als Fohlenweide in das Kataster eingetragen.

## Infrastruktur
Auf der Füllenweide ist über die Kreisstraße 80 an das Straßennetz angebunden.